# Epicauta sanctoruensis
Epicauta sanctoruensis là một loài bọ cánh cứng trong họ Meloidae. Loài này được Zaragoza-Caballero & Velasco-de Leon miêu tả khoa học năm 2003.